# Pomnik Zdobywców Kosmosu
Pomnik Zdobywców Kosmosu (ros. монумент «Покорителям космоса») – pomnik odsłonięty w 1964 podkreślający osiągnięcia narodu radzieckiego w zdobywaniu przestrzeni kosmicznej, znajdujący się w północno-wschodnim okręgu administracyjnym Moskwy w pobliżu stacji metra WDNCh linii Kałużsko-Ryskiej, tuż obok głównego wejścia do Ogólnorosyjskiego Centrum Wystawowego.
W marcu 1958, kilka miesięcy po wystrzeleniu pierwszego sztucznego satelity, ogłoszono konkurs na projekt obelisku ku czci zdobywców kosmosu. Z ponad 350 propozycji wybrano wspólny projekt rzeźbiarza A. P. Fajdysz-Krandiewskiego i architektów A. N. Kolczina i M. O. Barszcza. Uroczyste odsłonięcie pomnika odbyło się 4 listopada 1964.
Główną część pomnika stanowi pokryty tytanowymi panelami obelisk o wysokości 107 metrów, przedstawiający smugę pozostawioną przez rakietę znajdującą się na jego szczycie.
Przed pomnikiem umieszczono posąg teoretyka kosmonautyki Konstantina Ciołkowskiego.
W stylobacie pomnika w 1981 umiejscowiono Muzeum Kosmonautyki (ros. Мемориальный музей космонавтики). W 2007 rozpoczęto remont wnętrza monumentu, a na ten czas jego ekspozycję przeniesiono do 33. pawilonu Ogólnorosyjskiego Centrum Wystawowego. Wśród eksponatów muzeum znajdują się pamiątki po kosmonautach, ich skafandry i przedmioty, którymi posługiwali się w czasie podróży w kosmos, a także makiety rosyjskich pojazdów kosmicznych.
W 2006 główny architekt Moskwy Aleksandr Kuźmin ogłosił, iż w pobliżu pomnika zostanie wytyczony okrągły plac z wyobrażeniami architektonicznymi planet układu słonecznego i pomnikiem Siergieja Korolowa.